# Route nationale 129
Pour les articles homonymes, voir Route 129.
La route nationale 129, ou RN 129, est une ancienne route nationale française ayant connu deux itinéraires différents.
De sa création en 1824 aux déclassements de 1972, elle reliait Auch au lac de Cap de Long via Lannemezan et Saint-Lary-Soulan. Cette route est devenue la route départementale 929 (RD 929).
Une autre route nationale 129 existe au sud-est d'Avignon : elle relie la route nationale 7 à l'échangeur no 24 (Avignon-Sud) de l'autoroute A7.

## Histoire

### Premier itinéraire (1824-1972)
La route nationale 129 est définie à sa création en 1824 comme la route « d'Auch en Espagne par Ancizan ». Elle était longue de 97,883 km dont 34,183 km dans le Gers (via Auch, Seissan et Masseube) et 63,700 km dans les Hautes-Pyrénées (« à l'est et près de Castelnau de Magnoac, à l'est et près de Lannemezan », et via Sarrancolin, Arreau et Ancizan). Elle succède à la route impériale 149, créée par un décret du 16 décembre 1811.
Il était prévu que la route atteigne l'Espagne. Finalement le tracé s'arrête provisoirement à Tramezaïgues en 1870. Il faut attendre 1933 pour prolonger la route jusqu'au village de Fabian dans la commune d'Aragnouet. Elle connait un dernier prolongement en 1957 jusqu'au lac de Cap de Long en reprenant l'étroite et sinueuse route dans la vallée du Neste de Couplan. De ce fait, elle n'attendra jamais l'Espagne.
La réforme de 1972 entraîne le déclassement de l'intégralité de la route nationale 129 dans les départements du Gers et des Hautes-Pyrénées : elle devient la route départementale 929 (RD 929).
Finalement, en 1976, la route est désormais indirectement reliée à l'Espagne avec le Tunnel d'Aragnouet-Bielsa via les routes départementales D118 (entre Fabian et Le Plan sur la commune d'Aragnouet) et D173 (entre Le Plan et le tunnel).

### Second itinéraire (1978-2024)
Une autre route nationale 129 existe au sud-est d'Avignon : elle assure la liaison entre la route nationale 7 et l'échangeur no 24 (Avignon-Sud) de l'autoroute A7. Le décret no 2005-1499 du 5 décembre 2005 conserve ce court tronçon dans le domaine routier national, au titre de la liaison entre les autoroutes A7 et A9 au sud d'Avignon, en complément de la liaison Est-Ouest d'Avignon, annexe de la liaison Paris-Lyon-Marseille assurée par les autoroutes A6 et A7.
Lors de la constitution des directions interdépartementales des Routes (DIR) en 2006, la route nationale 129 est gérée par la DIR Méditerranée.
La loi no 2022-217 du 21 février 2022 relative à la différenciation, la décentralisation, la déconcentration et portant diverses mesures de simplification de l'action publique locale, dite « loi 3DS », et notamment son article 40, permet aux collectivités (métropoles, départements et régions) de devenir propriétaires d'infrastructures routières. Le décret no 2022-459 du 30 mars 2022 liste la route nationale 129 qui peut être soit mise à disposition de la région Provence-Alpes-Côte d'Azur, soit transférée au département de Vaucluse. Le département de Vaucluse confirme la volonté de gérer ce court tronçon de route, à la suite d'une délibération du 24 juin 2022. Le transfert de cette route au département est confirmé par une décision du 4 janvier 2023.

## Tracés

### Premier tracé: d'Auch au lac de Cap de Long

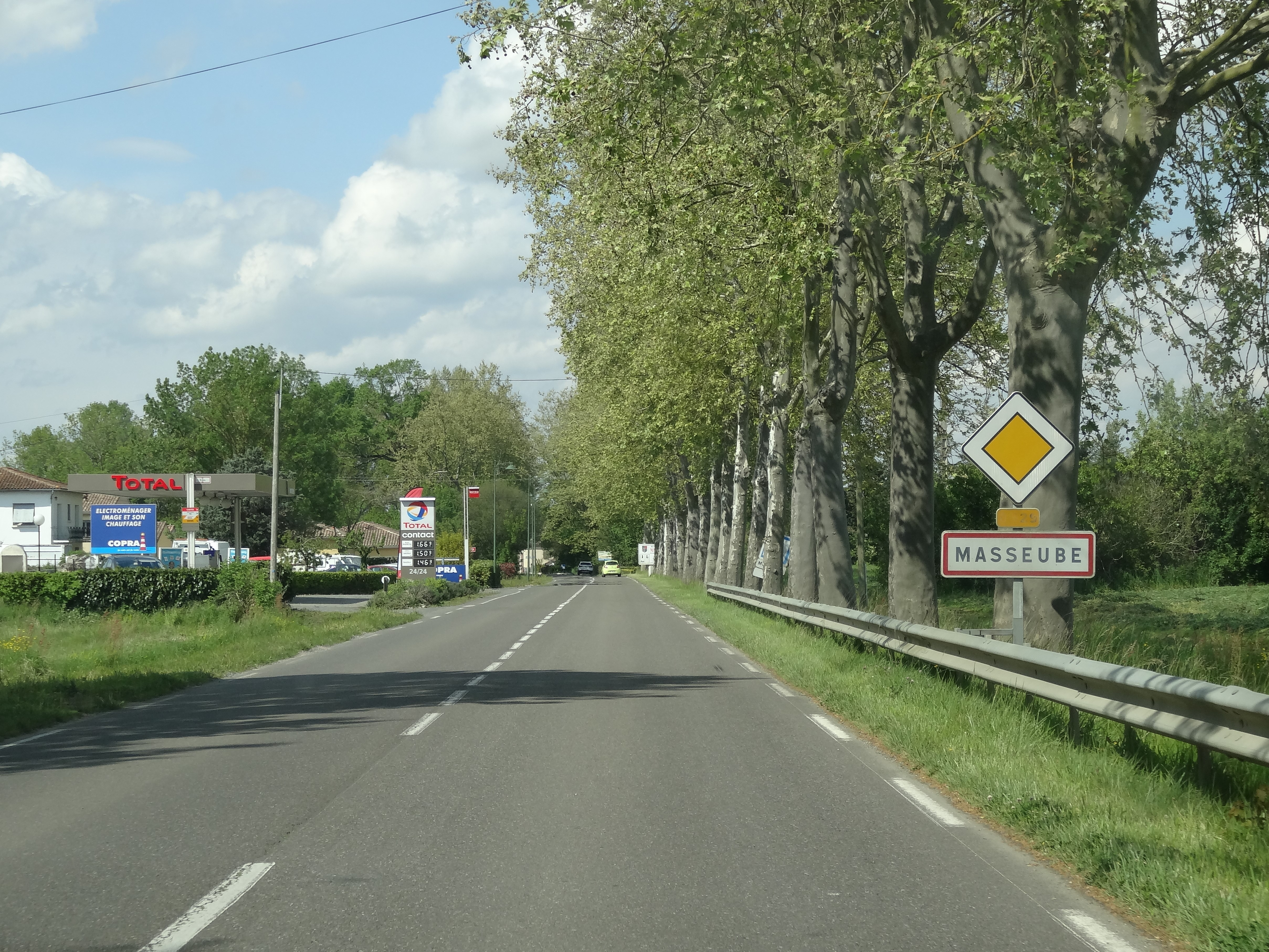
Entrée de Masseube, en direction d'Auch.

Les communes et lieux-dits traversés étaient :
- Auch (km 0) ;
- Pavie (km 1) ;
- Orbessan (km 9) ;
- Ornézan (km 13) ;
- Seissan (km 15) ;
- Masseube (km 23) ;
- Panassac (km 28) ;
- Chélan (km 33) ;
- Castelnau-Magnoac (km 39) ;
- Monlong (km 50) ;
- La Demi-Lune, commune de Lannemezan ;
- La Barthe-de-Neste (km 65) ;
- Izaux ;
- Hèches (km 73) ;
- Rebouc, commune de Hèches ;
- Sarrancolin (km 79) ;
- Beyrède, commune de Beyrède-Jumet-Camous ;
- Arreau (km 87) ;
- Cadéac (km 89) ;
- Ancizan (km 92) ;
- Guchen (km 93) ;
- Bourisp ;
- Saint-Lary-Soulan (km 98) ;
- Tramezaïgues ;
- Eget-Cité, commune d'Aragnouet ;
- Moudang, commune d'Aragnouet ;
- Fabian, commune d'Aragnouet (km 107) ;
- Lac de Cap de Long (km 121).

### Deuxième tracé: Avignon
- Carrefour giratoire entre la route nationale 7 (vers Avignon, aéroport d'Avignon) et la RD 900 (vers L'Isle-sur-la-Sorgue, Apt, Cavaillon)
- Échangeur entre la RN 129 et la RD 907 (vers l'A7 : Lyon, Marseille)